# ザムトゲマインデ・ヴェーザー＝アウエ
ザムトゲマインデ・ヴェーザー＝アウエ (ドイツ語: Samtgemeinde Weser-Aue) は、ドイツ連邦共和国ニーダーザクセン州ニーンブルク/ヴェーザー郡に属すザムトゲマインデ（集合自治体）である。これは6町村からなる2021年11月1日に創設されたザムトゲマインデである。マルクローエとリーベナウに行政庁舎があり、前者が本部である。

## 地理

### 構成する町村
- バルゲ（バルゲ地区、ブレンホルスト地区、ベーテンベルク地区、ブッフホルスト地区、ホルツバルゲ地区、メールベルゲン地区、ゼッベンハウゼン地区を含む）
- ビンネン（ビンネン地区、ビューレン地区、グリッセン地区を含む）
- リーベナウ、フレッケン
- マルクローエ（マルクローエ地区、レムケ地区、オイレ地区、ヴォーレンハウゼン地区を含む）
- ペンニヒゼール
- ヴィーツェン（ヴィーツェン地区とホルテ地区と含む）

## 歴史
このザムトゲマインデは、2021年11月1日にザムトゲマインデ・マルクローエとザムトゲマインデ・リーベナウが統合されて成立した。

## 行政

### 議会
このザムトゲマインデの議会は、36議席からなる。

### 首長
ザムトゲマインデの長は、2021年11月1日からヴィルフリート・イムガルテン（無所属）が務めている。彼は2021年9月12日の選挙で69.9 % の票を獲得して選出された。

### 紋章
図柄: 上部は緑の背景に、それぞれの町村を象徴する6つの緑のドングリをリング状につけた銀色のオークの木。中部はヴェーザー川支流とグローセ・アウエ川の合流点を波状の青帯で表している。水面に黒い波の表現が見られる。下部右（向かって左）は赤地に黄色（金色）の木製の水車の輪。下部左（向かって右）は赤地に黄色（金色）のディング会議の場。